# Iglesia católica evangélica
La Iglesia católica evangélica es una iglesia católica independiente, teológicamente luterana, que abarca la Confesión de Augsburgo (a menudo denominada Alta Luterana). Sus miembros son unos 500. Se incorporó en Arizona en 1976.